# Jacques de Vitry
Jacques de Vitry (Reims ?, c. 1160/70 – Roma, 1240) foi um teólogo, cronista e cardeal da França.

## Biografia
Estudou na Universidade de Paris e se tornou cânon em 1210 na diocese de Liège, permanecendo ali até 1216.
Pregou a Cruzada dos Albigenses, entre 1211 e 1213, chegando a deslocar-se por todo o seu país e pela Alemanha para recrutar cruzados para essa acção.
Foi eleito bispo de Acre em 1214, e depois nessa condição se envolveu na promoção da Quinta Cruzada (1218-1220), vendo-se fortemente envolvido nela, chegando a participar no cerco de Damieta.
Voltou à Europa em 1225 e em 1229 foi elevado a cardeal pelo papa Gregório IX, sendo indicado para a sede suburbicária de Frascati e trabalhando na cúria romana, apresentando-se como decano do Colégio Cardinalício, até o fim da vida.
Há quem afirme que chegou a ser eleito Patriarca de Jerusalém em 1240, mas, a sua indicação não foi a tempo de ser ratificada pelo papa. No entanto isso mantém-se em dúvida.
Escreveu Historia Hierosolymitana, uma crônica da Terra Santa, da qual completou apenas dois volumes, além de sermões e cartas, e outros textos sobre os estudantes da Universidade de Paris e sobre as Beguinas de Liège, em especial a vida de uma delas de nome Marie d´Oignies.
Seus restos mortais foram transferidos para Oignies,para o lado da santa referida acima de quem tanto admirava, e lá enterrado em 1241.